# Frìtoła
La frìtoła (pronunciato: frìtoea; in italiano frittella o frittola) è il dolce tipico del carnevale di Venezia e, con alcune varianti, di tutto il Veneto, del Friuli-Venezia Giulia e dell'Istria. Per tradizione le frìtole si preparano durante il periodo del carnevale.

## Preparazione
Le frìtołe veneziane tradizionali, preparate con una pastella di farina, uova, latte e zucchero, uvetta sultanina, pinoli, vengono fritte e servite con una spolverata di zucchero semolato.
Le tipiche fritole veneziane hanno una dimensione che non supera i 4 cm di diametro e sono vuote, quelle ripiene sono, invece, simili ai Krapfen, e si trovano in molte differenti varietà, l'interno può essere con diversi tipi di creme, zabaione, marmellate o cioccolata.
Le fritole vicentine sono senza pinoli ma vengono arricchite con mele e grappa. Al posto della farina si possono usare il semolino o la polenta.

## Nella cultura
Nella commedia Il campiello scritta per il Carnevale 1755 da Carlo Goldoni, la protagonista Orsola è una frittolera.